# بنزوثيوفين
بنزوثيوفين هو مركب عضوي حلقي غير متجانس وغير مشبع له الصيغة الكيميائية C8H6S.
يتألف المركب بنيوياً من حلقتين مدمجتين من حلقة ثيوفين مع حلقة بنزين. يوجد متصاوغ بنيوي من بنزوثيوفين وهو بنزو(c)ثيوفين وهو أقل شهرة.

## الوفرة الطبيعية
يوجد بنزوثيوفين طبيعياً في النفط في القطفات الثقيلة مثل الزيوت والقطران؛ كما يوجد في الفحم البني.

## الخواص
يوجد المركب في الشروط القياسية على شكل صلب أبيض له رائحة النفثالين. وهو ضعيف الانحلالية في الماء.

## الاستخدامات
يدخل بنزوثيوفين كوحدة بنائية في بنية عدد من المركبات ذات التطبيقات الصيدلانية والدوائية مثل رالوكسيفين وزيليوتون وسيرتاكونازول. كما يدخل أيضاً في تركيب بعض المبيدات الحشرية.

## اقرأ أيضاً
- ثيوفين
- بنزو(c)ثيوفين
- ثنائي بنزوثيوفين